# Особняк Сагирова
Особняк Сагирова — здание в Ростове-на-Дону, расположенное на площади Свободы. Построено в 1890-х годах на центральной площади города Нахичевани-на-Дону (ныне в составе Пролетарского района Ростова-на-Дону). Здание имеет статус объекта культурного наследия регионального значения.

## История
Разработка проекта здания приписывается городскому архитектору Нахичевани-на-Дону Н. Н. Дурбаху. В особняке жил хлебопромышленник Н. С. Сагиров, которому также принадлежал комплекс амбаров. В 1906 году здание приобрела А. Шелгунова. В начале 1910-х годов особняк арендовал предприниматель Б. А. Камерштейн, который открыл в нём синематограф «Эльдорадо» — один из первых в городе.
В 1921 году кинотеатр был переименован в честь 3-го интернационала. Через три года он стал называться «Казино». К концу 1920-х годов кинотеатр получил название «Спартак». После войны особняк утратил навес над входом и часть лепного декора. Во время смены оборудования в кинотеатре была изменена планировка, появился новый вход. В 1999 году к юбилею города был проведён ремонт под руководством архитектора Г. Шевченко. Архитектор и реставратор Любовь Волошинова отмечала плохое качество этого ремонта: цоколь облицевали мелкоразмерной цементной плиткой, была изменена первоначальная цветовая гамма, сооружены современные металлические навесы.

## Архитектура

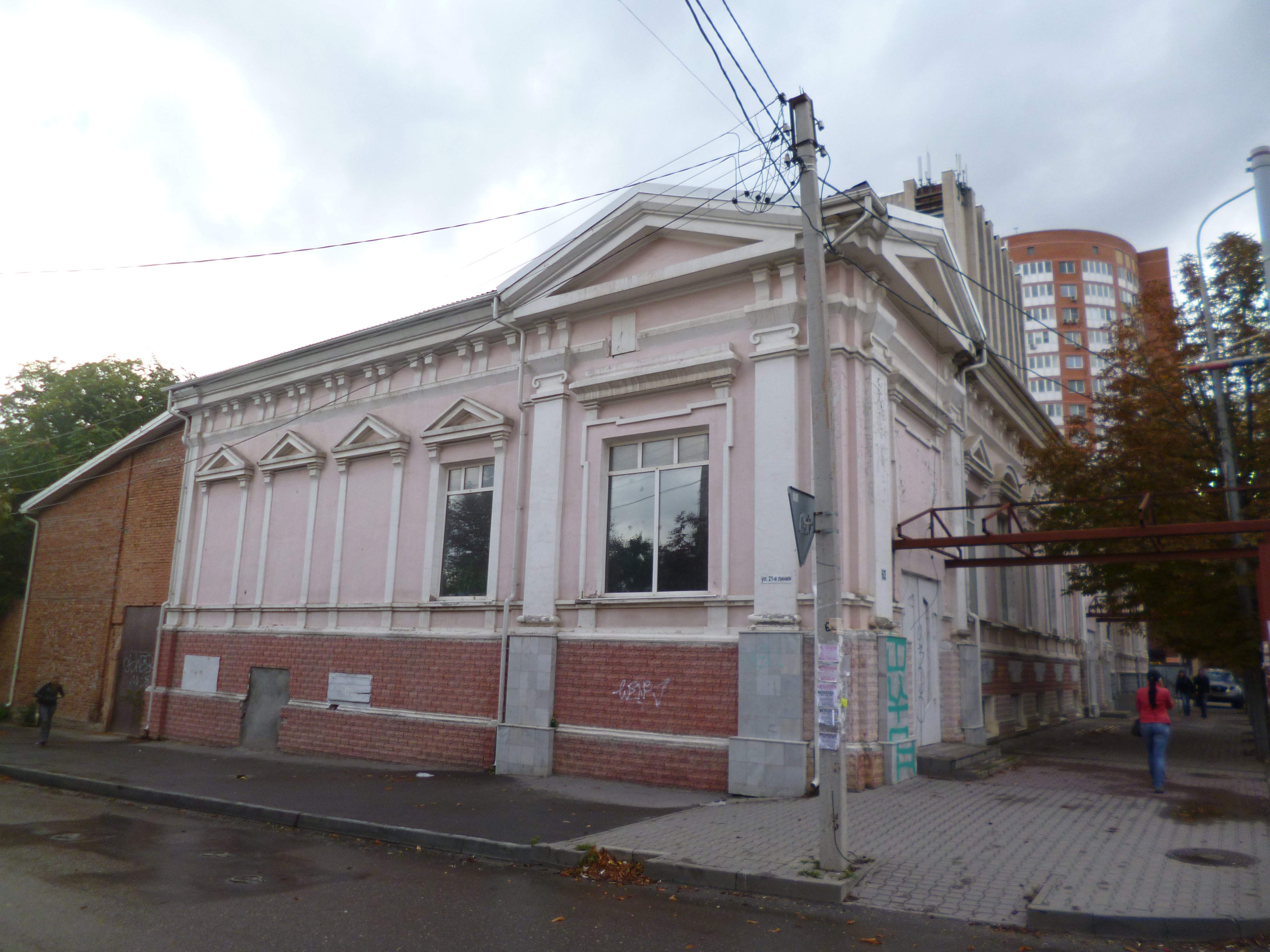
Особняк в 2013 году

Полутораэтажный особняк главным фасадом обращён на площадь Свободы. На востоке к дому примыкает особняк Кечекьяна. В оформлении дома Сагирова сочетаются элементы классицизма и барокко. Выделяются боковые раскреповки, завершённые треугольными фронтонами. В центральной части фасада пять прямоугольных окон, оформленных декоративными наличниками. Фасад завершается карнизом, на котором ранее располагались декоративные лепные вазы.
Изначально в южной части особняка располагался вестибюль и парадный зал, а в северной — гостиная и спальни. Цокольный этаж занимали подсобные помещения. Парадный зал визуально разделялся пилонами, одна пара которых была украшена кариатидами, а другая — атлантами. Стены были украшены карнизами и декоративными фризами, на потолке размещались три лепных плафона.